# Out of the Shadows (The Shadows)
Out of the Shadows è il secondo album del gruppo musicale britannico The Shadows, pubblicato dall'etichetta discografica Columbia nel 1962.
Il disco è prodotto da Norrie Paramor.

## Tracce

### Lato A
1. The Rumble
2. The Bandit
3. Cosy
4. 1861
5. Perfidia
6. Little "B"

### Lato B
1. Bo Diddley
2. South of the Border
3. Spring Is Nearly Here
4. Are They All Like You?
5. Tales of a Raggy Tramline
6. Some Are Lonely
7. Kinda Cool